# Stylidium tenellum
Stylidium tenellum är en tvåhjärtbladig växtart som beskrevs av Olof Swartz. Stylidium tenellum ingår i släktet Stylidium och familjen Stylidiaceae. Inga underarter finns listade i Catalogue of Life.